# Борисов, Александр Петрович (гвардии сержант)
Александр Петрович Борисов (1925 — ?) — участник Великой Отечественной войны, командир отделения комендантского взвода Управления командующего артиллерией 1-го Прибалтийского фронта, гвардии старшина, кавалер ордена Славы трёх степеней.

## Биография
Родился в 1925 году на хуторе Майоровский Второго Донского округа Царицынской губернии (ныне — Суровикинский район Волгоградской области) в крестьянской семье. Русский. Жил в хуторе Орешкин Клетского района той же области. Окончил 7 классов.

### В Великую Отечественную войну
Подростком работал помощником кузнеца в колхозе.
В марте 1943 года был призван в Красную армию Клетским райвоенкоматом Сталинградской области. Осенью 1943 года был ранен. После госпиталя вернулся на фронт.
С февраля 1944 года гвардии младший сержант Борисов воевал в рядах 73-го отдельного гвардейского истребительно-противотанкового артиллерийского дивизиона 67-й гвардейской стрелковой дивизии, был наводчиком 76-мм орудия. В мае 1944 года за отличное овладение мастерством в деле боевой подготовки награждён медалью «За отвагу». Отличился в боях за освобождение Белоруссии.
28 мая 1944 года при прорыве обороны противника под станцией Шумилино (Витебская область) точным огнём уничтожил 2 станковых пулемёта, мешавших продвижению наших частей, и противотанковую батарею, истребил до 12 гитлеровцев. Был ранен, но не покинул орудие.

### Орден Славы 3 степени
26 июня 1944 года в районе деревни Малые Лежни (Шумилинский район Витебской области Белоруссии) скрытно выкатил орудие на открытую огневую позицию и точным огнём уничтожил одну 75-мм пушку, один пулемёт и до 10 солдат противника, подавил огонь двух пулемётных точек.
Приказом по частям 67-й гвардейской стрелковой дивизии от 9 июля 1944 года (№ 80/н) был награждён орденом Славы 3-й степени.
В бою в июле 1944 года был ранен. После выздоровления вернулся в свой дивизион.

### Орден Славы 2 степени
Вновь отличился в боях за освобождение Прибалтики в Мемельской наступательной операции осенью 1944 года.
11-12 октября 1944 года в районе населённого пункта Грамадас (Литва) при отражении атаки противника, поддержанной самоходными орудиями и танками «Тигр», выкатив орудие на прямую наводку, подбил самоходное орудие «Фердинанд» и уничтожил экипаж. Остальные танки обратились отступили.
Приказом по войскам 6-й гвардейской армии от 16 января 1945 года (№ 332/н) был награждён орденом Славы 2-й степени.
В последующем дивизия в составе 6-й гвардейской армии вела упорные бои с прижатой к морю и отрезанной на Курляндском полуострове группировкой противника. В апреле дивизия входила в состав 42-й армии, в конце войны — в состав 23-го гвардейского стрелкового корпуса 67-й армии Курляндской группы войск Ленинградского фронта.
В одном из боёв под Либавой (ныне Лиепая, Латвия) уничтожил танк противника и до 20 солдат. Был контужен.

### Орден Славы 1 степени
С апреля 1945 года проходил службу в должности командира отделения комендантского взвода Управления командующего артиллерией (УКАРТ) 1-го Прибалтийского фронта.
После окончания боёв, 14 мая 1945 года, начальником оперативного отдела при УКАРТ был представлен к награждению орденом Славы 3-й степени (в наградном листе не были указаны предыдущие ордена Славы, а была отмечена только медаль «За отвагу»).
В наградном листе отмечались эпизоды боёв 1944—1945 годов и давалась характеристика по последнему месту службы:

…в должности командира отделения сержант Борисов показал себя дисциплинированным, находчивым командиром. Требовательным к себе и к подчинённым. Аккуратно следит за несением караульной службы и содержанием оружия.— 
Приказом по войскам 1-го Прибалтийского фронта от 16 мая 1945 года (№ 39) сержант Борисов Александр Петрович награждён орденом Славы 3-й степени.
После войны был демобилизован.
Через 50 лет после Победы была исправлена ошибка с фронтовыми награждениями. Приказом Министра обороны Российской Федерации от 13 сентября 1996 года (№ 535) приказ от 16 мая 1945 года был отменён, и Борисов Александр Петрович награждён орденом Славы 1-й степени. Стал полным кавалером ордена Славы.
Сведений о мирной жизни, дате кончины и месте захоронения не найдено.

## Награды
- Орден Отечественной войны I степени (3.03.1985)[6]
- Полный кавалер ордена Славы:
  - орден Славы I степени (16.05.1945)[7] Приказом Министра обороны Российской Федерации от 13 сентября 1996 года (№ 535) приказ от 16 мая 1945 года был отменён, и награждён орденом Славы 1-й степени ;
  - орден Славы II степени (16.01.1945)[5];
  - орден Славы III степени (09.07.1944)[4];
- медали, в том числе:
  - «За отвагу» (09.05.1944)[3]
  - «В ознаменование 100-летия со дня рождения Владимира Ильича Ленина» (6 апреля 1970)
  - «За победу над Германией» (9 мая 1945[8])
  - «20 лет Победы в Великой Отечественной войне 1941—1945 гг.» (7 мая 1965[9])
  - «30 лет Победы в Великой Отечественной войне 1941—1945 гг.»[10]
  - 40 лет Победы в Великой Отечественной войне 1941—1945 гг.[11]
  - «30 лет Советской Армии и Флота»[12]
  - «40 лет Вооружённых Сил СССР»[13]
  - «50 лет Вооружённых Сил СССР» (26 декабря 1967[14])
- Знак «25 лет победы в Великой Отечественной войне» (1970)

## Память
- Его имя увековечено в Главном Храме Вооружённых сил России, и навсегда запечатлено на мемориале «Дорога памяти»[15]